# Ambrym

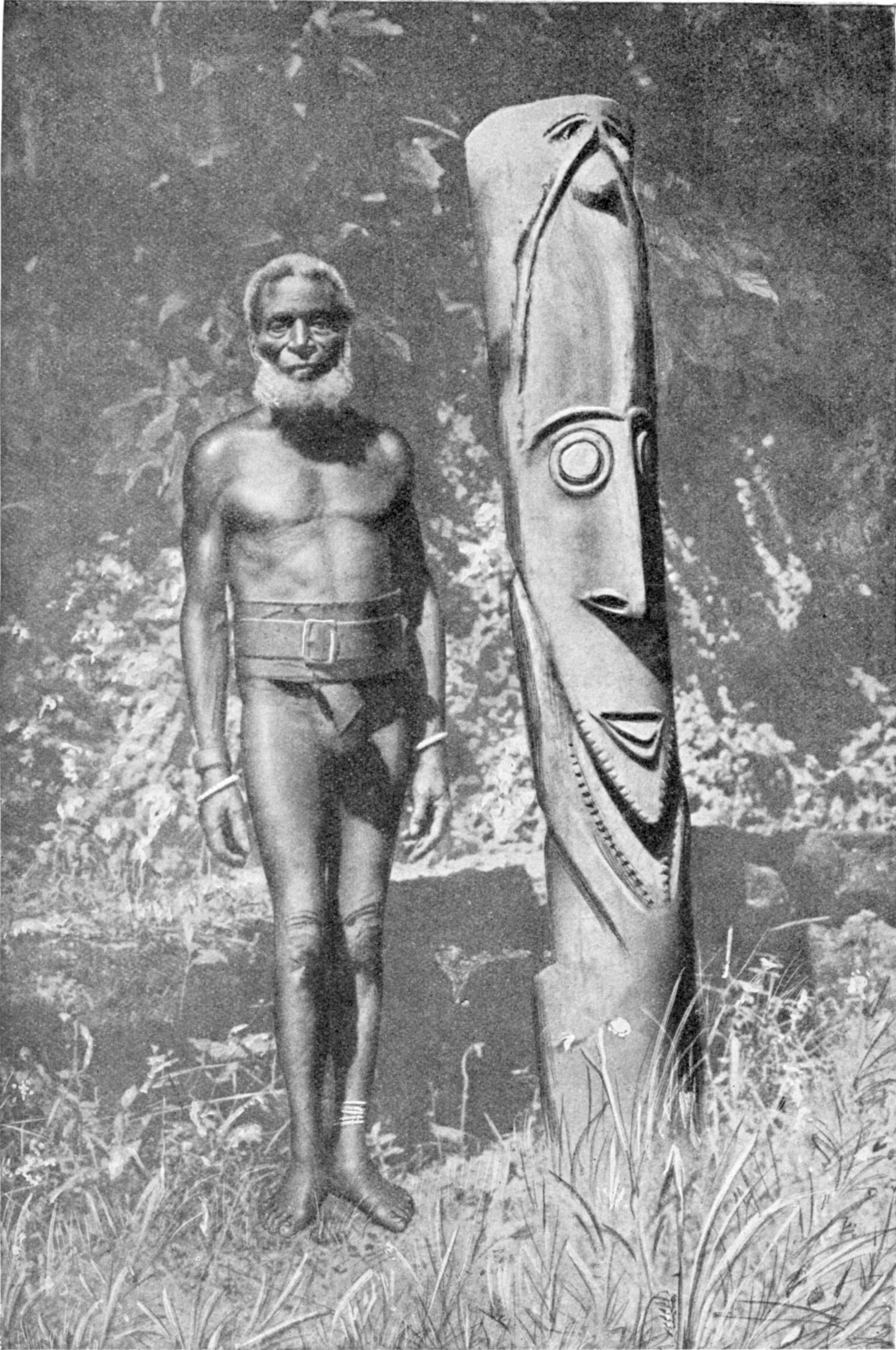
Mộ người chạm gỗ Ambrym, chụp khoảng năm 1925

Ambrym là một đảo trong quần đảo Vanuatu (tên cũ là New Hebrides). Đảo có diện tích 678 km², là núi lớn thứ năm quốc đảo này. Đảo nổi tiếng với núi lửa đang hoạt động và kiến tạo hồ nham thạch. Cùng với đảo gần đó Malakula vài đảo nhỏ khác, chúng tạo thành tỉnh Malampa. Khu định cư lớn nhất là làng Eas. Dân số khoảng 8000 người  sống bằng các đồn điền trồng dừa.